# Hüttener Berge

Logo des Naturparks

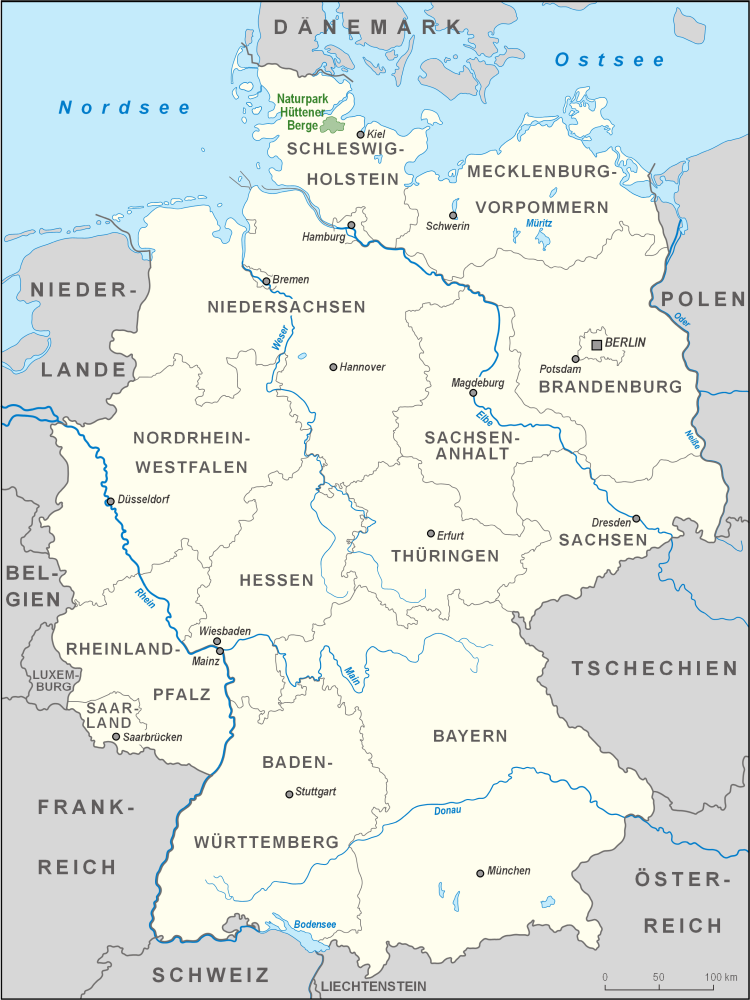
Lage des Naturparks Hüttener Berge

Die Hüttener Berge (dänisch: Hytten Bjerge) sind ein bis 105,8 m ü. NHN hohes Hügelland, etwas westlich der Stadt Eckernförde im Kreis Rendsburg-Eckernförde in Schleswig-Holstein. Sie liegen im Naturpark Hüttener Berge.

## Geographie

### Lage
Die Hüttener Berge − Teil des Schleswig-Holsteinischen Hügellandes − liegen etwa zwischen Fleckeby im Norden, Holtsee im Osten, Borgstedt im Süden und Brekendorf im Westen. Zu den angrenzenden Landschaften gehören die große Schleswigsche Geest im Westen, Schwansen im Nordosten und der Dänische Wohld im Osten.

### Geologie
Die Hüttener Berge entstanden während der letzten Eiszeit (Weichsel-Kaltzeit), und zwar durch Oszillation (Vor- und Zurückbewegung) des Inlandeises. Dadurch kam es zu einer Stauchung des Untergrundes und es bildeten sich ausgeprägtere Erhebungen, als es die Endmoränen sind, die sonst vielfach im östlichen Hügelland Schleswig-Holsteins vorkommen.

### Naturpark Hüttener Berge
Die Grenzen des Naturparks Hüttener Berge (NSG-Nr. 33392), der 1971 gegründet wurde und etwa 219 km² groß ist, reichen weit über jene der in seinem Westteil gelegenen Hüttener Berge hinaus und stoßen im Osten fast an die Eckernförder Bucht. Nördlich liegt der Naturpark Schlei und südlich – etwas jenseits des Nord-Ostsee-Kanals – der Naturpark Westensee.
Zum Naturpark gehören neben den Gemeinden des Amtes Hüttener Berge (Ahlefeld-Bistensee, Ascheffel, Borgstedt, Brekendorf, Bünsdorf, Damendorf, Groß Wittensee, Haby, Holtsee, Holzbunge, Hütten, Klein Wittensee, Neu Duvenstedt, Osterby, Owschlag und Sehestedt) die Gemeinden Alt Duvenstedt, Goosefeld, Fleckeby, Güby und Hummelfeld. Die letzten drei gehören gleichzeitig zum Naturpark Schlei.
Zu den Stillgewässern im Naturpark zählen: Bistensee, Fresensee, Heidteich, Owschlager See und Wittensee. Folgende Fließgewässer sind zu nennen: Alte Eider, Hüttener Au, Osterbek, Sorge und Schirnau.
Der Wanderweg Naturparkweg verbindet die vier Naturparke des Kreises Rendsburg-Eckernförde miteinander.

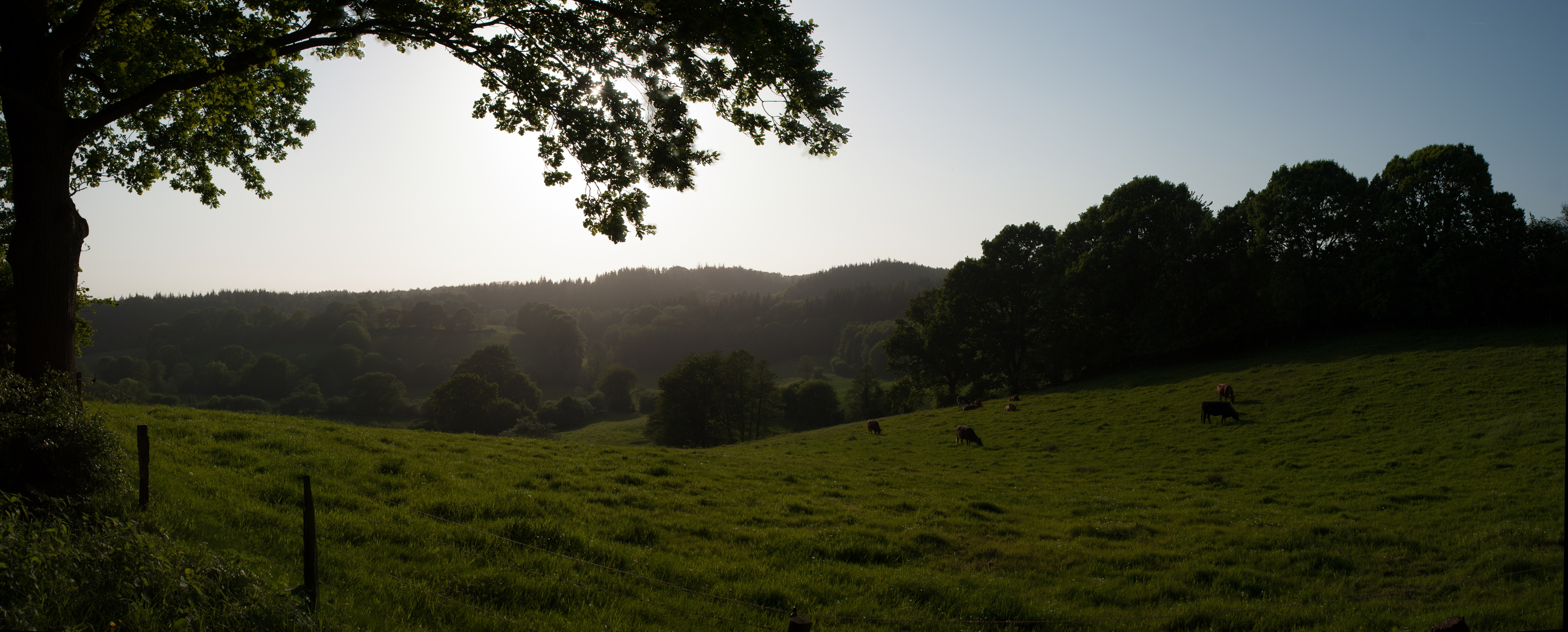
Hüttener Berge in der Nähe von Schoothorst bei Ascheffel

### Berge und Landschaft
Die höchste Erhebung der Hüttener Berge ist der Scheelsberg bei Ascheffel. Auf dem nahen Aschberg steht ein Bismarck-Standbild und auf der Kuppe des bei Wanderern beliebten Heidbergs (Heideberg) liegt ein Findling. Von den Bergen sind unter anderem die Eckernförder Bucht und die Schlei zu sehen.
Zu den Erhebungen der Hüttener Berge gehören – mit Höhe in Meter (m) über Normalhöhennull (NHN):
- Scheelsberg (105,8 m), westlich von Ascheffel
- eine Erhebung (105,1 m), nordwestlich von Ascheffel
- Aschberg (97,7 m), südlich von Ascheffel
- Heidberg (auch Heideberg genannt; 99,1 m), westsüdwestlich von Ascheffel
- Brekenberg (90 m), nordöstlich von Brekendorf
- Immenberg (82 m), ostsüdöstlich von Brekendorf
- Arnsberg (80,1 m), östlich von Brekendorf
- Tütenberg (74,6 m), südwestlich von Hummelfeld-Fellhorst

Die Hüttener Berge sind das nördlichste Hügelgebiet mit Erhebungen über 100 Metern in Deutschland. Sie sind aber einiges niedriger als die höchsten Erhebungen der etwa zwischen Kiel und Lübeck liegenden Holsteinischen Schweiz mit dem Bungsberg (167,4 m).

## Klima
Eine Besonderheit der Hüttener Berge ist das abwechslungsreiche Mikroklima. Während an der Westseite bei Owschlag der Jahresdurchschnitt der Temperaturen bei 9,3 °C (Mittel 1997–2005) liegt, hat der Ort Ascheffel an der Ostseite ein Jahresmittel von gar 9,8 °C. Dies ist auf die leicht erhöhte und relativ windgeschützte Lage dieses Ortes zurückzuführen. Zudem ist auf der Westseite der Hüttener Berge der Niederschlag mit rund 930 mm (l/m²) im Jahr um einiges höher als im Osten, wo er nur 660 mm beträgt.